# Glaurung
Glaurung é um personagem fictício das obras de J. R. R. Tolkien. Foi o primeiro dos dragões de Morgoth.

## Concepção
Aos 22 anos, Tolkien começou a escrever uma estória que veio a se tornar o relato do embate entre Túrin Turambar e Glaurung.

## Enredo
"Glaurung, o Dourado" foi o primeiro e maior dos Urulóki, os dragões cuspidores de fogo. Foi mandado por Morgoth para os campos de batalha durante o cerco a Angband, que sucedeu a Batalha Gloriosa, ou Dagor Aglareb, a terceira Batalha de Beleriand. Ele emergiu dos abismos de Angband no ano 260 da Primeira Era, mas foi repelido de volta.
Ele passou mais dois séculos crescendo e amadurecendo em Angband antes de ser novamente solto por Morgoth no que veio a ser chamado de Batalha da Chama Repentina, ou Dagor Bragollach, a quarta grande Batalha de Beleriand. Nesta ocasião, Glaurung, já plenamente adulto e no auge de seu poder, massacrou os inimigos de Morgoth com o auxílio de Balrogs e de exércitos de Orcs, finalmente pondo fim ao Cerco de Angband.
Glaurung entrou no campo da Quinta Batalha, a das Lágrimas Inumeráveis, ou Nirnaeth Arnoediad, acompanhado de uma ninhada de dragões de fogo menores, e apenas os Anões de Belegost eram capazes de enfrentá-los. Os anões fizeram um círculo ao redor de Glaurung e, embora lhe tenha custado a vida, o rei Azaghâl, Senhor de Belegost, conseguiu ferir Glaurung forçando-o a se retirar da batalha.
Em 496, Glaurung destruiu os exércitos da fortaleza élfica de Nargothrond no campo de Tumhalad, e saqueou a fortaleza e tomou posse do grande salão. Enquanto guardava seu tesouro, usou feitiços para hipnotizar e agravar ou acabar com as vidas de Túrin Turambar, Nianar e Finduilas.
Em 501, o herói Túrin conseguiu furtivamente enterrar Gurthang, a Espada Negra, no ventre de Glaurung e assim matar a fera.